# 张永励
张永励（1909年—2003年2月22日），男，河南焦作人，中华人民共和国政治人物，曾任中华人民共和国商业部副部长，第六届全国政协委员。